# Подолинский, Сергей Андреевич
Сергей Андреевич Подолинский (укр. Сергій Андрійович Подолинський; 19 июля 1850 — 12 июня 1891) — украинский учёный-энциклопедист: физик, математик, экономист, философ, политик, доктор медицины с правом медицинской практики, общественный деятель, создатель «физической экономики», политэкономист-социалист, один из основоположников ноосферного космизма, получивший признание и развитие работ В. Вернадским, К. Циолковским, И. Пригожиным и другими последователями ноосферного космизма и системной методологии в естествознании и деятельности человека.

## Биография
Родился в имении родителей в селе Ярославцы Звенигородского уезда Киевской губернии (ныне село Новая Ярославка Шполянского района Черкасской области Украины). Отец, Андрей Иванович Подолинский — был известным поэтом, мать, княжна Мария Сергеевна Кудашева (1827—1901) — дочь херсонского помещика князя Сергея Даниловича Кудашева, внучка Шуазёль-Гуфье и правнучка Станислава-Щенсного Потоцкого. Таким образом С. А. Подолинский находился в двоюродном родстве с философом Николаем Бердяевым.
Сергей Андреевич получил домашнее воспитание в имении отца. В 16 лет сдал экстерном экзамены в гимназии. Через год, в семнадцать лет поступает на естественное отделение физико-математического факультета Киевского университета, которое оканчивает с отличием в 1871 году и получает степень кандидата естественных наук. Семидесятые годы девятнадцатого века были периодом активного народнического движения. Подолинский включается в работу революционных кружков в Киеве и в Петербургe. В 1872 году Подолинский уезжает за границу для продолжения образования и приобретения профессии медика, которая помогла бы ему «уйти в народ». Как отмечает биограф, «он принадлежал к поколению молодежи, представители которого, по свидетельству современника, носили в одном кармане „Кобзарь“ Тараса Шевченко, а в другом — „Капитал“ Карла Маркса».
В Париже Подолинский слушал лекции Клода Бернара. Своё медицинское образование он продолжил в Цюрихском университете и в Физиологическом институте в Бреславле (Германия). Здесь в 1876 году он защитил докторскую диссертацию на тему «Белковые ферменты поджелудочной железы» и получил учёную степень доктора медицины. Медицинский факультет Киевского университета, после дополнительных испытаний, в свою очередь, присвоил Подолинскому «степень лекаря».
Совмещая получение медицинского образования с общественно-политической деятельностью, Подолинский посещает Львов (тогдашний Лемберг), Вену, Париж и Лондон. В Цюрихе он общается с революционно настроенными студентами из России и Галиции. В Лондоне Подолинский лично знакомится с К. Марксом и Ф. Энгельсом. В цюрихском окружении Сергея Андреевича революционно настроенные студенты из России обсуждали идеи Д. Рикардо, А. Сен-Симона, Э. Кабэ, Т. Мальтуса, спорили о роли в российской истории Степана Разина, о месте славян в мировой истории, о последствиях грядущей революции для судеб цивилизации.

## Публицистическая деятельность
Сергей Андреевич принял деятельное участие в издании подпольного революционно-демократического журнала «Вперёд!». Его энергию и весомый материальный вклад в издание журнала отметил П. Л. Лавров, который поручил Подолинскому написать для журнала историю Интернационала. В 1873—1874 годы Подолинский выступил в журнале с большой статьей «Очерк развития Международной ассоциации рабочих». В качестве гостя он присутствовал на заседаниях пятого (Гаагского) конгресса I Интернационала, где симпатизировал выступлениям анархистов и иронически относился к солидаристскому поведению группы «центристов», направляемой К. Марксом и Ф. Энгельсом. Сергей Андреевич в письме к П. Л. Лаврову отметил наметившийся организационный разнобой в деятельности Интернационала. Впрочем, в статье «Socialisme, Nigilisme, Terrorisme» он критиковал и лавристское понимание социализма.
В 1875 году Подолинский пишет (а в 1881 году переиздаёт на французском языке) свою крестьянско-социалистическую утопию «Паровая машина» («Молотильня»), в которой изображается будущее общество «красивых и здоровых, хорошо одетых людей, работающих с песнями и шутками». В его мире земля, заводы и фабрики стали общественными. Весь продукт труда принадлежит производителям, а директора, выбранные трудящимися артелей, «ничего не крадут». В брошюре явственно слышны отзвуки марксизма.
В 1876 году Подолинский издаёт в Женеве работу «Про багатство та бідність». Впоследствии она переиздавалась на польском (дважды), белорусском и французском языках. Книги Подолинского были запрещены в обеих империях: Российской и Австро-Венгерской.
Во второй половине 70-х годов XIX века Подолинский отходит от марксистской точки зрения на классовую борьбу как на двигатель социального прогресса. В письмах Лаврова к Лопатину от 12 марта и 16 апреля 1878 года Лавров сообщает: Подолинский считает, что для утверждения социалистического сознания требуется несколько поколений развития мысли и победа социализма возможна мирным путём. Двигателем прогресса, по Подолинскому, становится не борьба классов и разрушения созданного трудом, как расхищение накопленной энергии, а положительная организованная сознательная трудовая деятельность, направленная на накопление энергии (созидание нового) для удовлетворения растущих потребностей общества. Для этого нужны кооперация, сотрудничество и взаимопомощь, а не разрушительная революционная борьба. Подолинский пытался выстроить естественно-научное обоснование будущего социалистического общества.
Вершиной и синтезом естественно-научного и общественного творчества Подолинского стала его оригинальная концепция «социальной энергетики». Статью под названием «Le travail humain et la conservation de l’énergie» Подолинский послал К. Марксу и получил от него благожелательный отзыв. В письме Марксу от 30 марта 1880 г. Подолинский писал: «Мне доставляет особое удовольствие, что я могу послать Вам небольшую работу, написать которую побудил меня в первую очередь Ваш труд „Капитал“». Он характеризовал свой труд как «попытку приведения понятия прибавочного продукта в соответствие с господствующими физическими теориями» (из письма Подолинского К. Марксу от 8 апреля 1880 г.).
По возвращении в Россию Сергей Андреевич косвенно оказался причисленным к народническо-террористической группе радикалов и причастным к литературной деятельности А. И. Желябова и П. Б. Аксельрода. К индивидуальному террору, как и Ф. М. Достоевский (который не принимал «счастливого будущего» через «слезу хотя бы одного ребёнка»), Подолинский относился крайне отрицательно.
Продолжая свою социалистическо-просветительскую деятельность, Подолинский пишет работу «Труд человека и его отношение к распределению энергии». Тогда же, в 1880 году, он выпустил украинский учебник политической экономии и первую экономическую историю Украины «Ремесла i фабрики на Украінi». Он интерпретирует историю Украины как часть всемирной истории человечества. Одновременно он пишет (в соавторстве с М. Драгомановым и С. Павликом) национально-демократическую «Программу» журнала «Громада», а также статьи о социальных процессах и движениях в Англии и Западной Европе.
Написанные Сергеем Андреевичем брошюры и статьи социалистического направления в журнале «Громада» вызвали раздражение при царском дворе. Его отец связал оказание семье сына материальной помощи условием отказа сына от революционной деятельности. К этому времени Подолинский с женой и детьми находился в эмиграции. Он на то время внезапно заболел и проходил курс лечения во Франции. Позже мать увезла безнадёжно больного Сергея Андреевича в Киев. Скончался он 30 июня 1891 года. Похоронен на Зверинецком кладбище.

## Творчество и работы
Всего Подолинскому принадлежит 52 работы. В них Подолинский изучал отношения между человеческим трудом и распределением солнечной энергии на земной поверхности. Он считал, что хотя общее количество энергии, которое получает поверхность Земли от её недр и от Солнца, постепенно уменьшается, общее количество энергии, поступающей в распоряжение человека вследствие человеческого труда, постоянно растёт. Отсюда он делает вывод, что «это увеличение происходит под влиянием труда человека и домашних животных».
Работы Подолинского, и прежде всего статья «Труд человека и его отношение к распределению энергии», заложили основы оригинальной теории труда как нравственной категории, рассматриваемой под углом естественнонаучных процессов. Политическое кредо он изложил в работе «Социализм и единство сил природы», (Перевод из La Plebe NN 3,4, 1881 г.), что и стало его манифестом.

### Критика Энгельса
Подолинский специально приезжал в Германию, что бы лично встретиться с К. Марксом и Ф. Энгельсом. Они были знакомы с его идеями, в переписке обсуждали его теорию формирования стоимости через сохранение солнечной энергии. Энгельс не возражал против роли людей в более эффективном освоении энергии солнца, но не считал, что это непосредственно формирует стоимость товаров.

Его действительное открытие состоит в том, что человеческий труд в состоянии удержать на поверхности земли и заставить действовать солнечную энергию более продолжительное время, чем это было бы без него. Все выводимые им отсюда экономические следствия ошибочны.
<…>
В промышленности такого рода подсчёты совсем невозможны: труд, присоединенный к продукту, большей частью вовсе нельзя выразить в единицах тепла. Это ещё, пожалуй, мыслимо, например, в отношении фунта пряжи, поскольку прочность пряжи ещё может быть кое-как выражена формулой механики, но уже и здесь это оказывается совершенно бесполезным педантством и становится просто абсурдным в отношении куска неотделанного сукна, тем более — в отношении беленого, крашеного, набивного. Количество энергии, заключающееся в молотке, винте, иголке, есть величина, которая не поддается выражению в виде издержек производства.
<…>
Подолинский отклонился в сторону от своего очень ценного открытия, ибо хотел найти новое естественнонаучное доказательство правильности социализма и потому смешал физическое с экономическим.
— Письмо Энгельса Марксу от 19 декабря 1882 года

## Основные труды
- S. Podolinsky, Beitrage zur Kenntniss des pancreatischen Eiweissfermentes. Pflugers Archiv, 1876
- Труд человека и его отношение к распределению энергии. М.: Белые Альвы, 2005, ISBN 5-7619-0194-3
- Социализм и единство сил физики. 1881, La Plebe, N 2 , Roma 1881
- Жизнь и здоровье людей на Украине. 1879